# Muniadona Díaz
Muniadona Díaz Muniadona anche in spagnolo e in galiziano e Mumadona in catalano, in portoghese e in galiziano (900 circa – 968) è stato un nobile spagnola; era una contessa galiziana nel Regno di León del X secolo, che fu signora della Contea di Portucale.

## Origine
Muniadona, secondo il documento n° XXXI del Portugaliae monumenta historica era figlia del signore della Contea di Portucale, Diego Fernandes e della moglie, Oneca, le cui origini non sono chiare; a volte viene chiamata Onneca Lucides, figlia del conte portoghese Lucídio Vimaranes, che secondo la storica medievalista spagnola Margarita Torres, è dovuto a una confusione con l'omonima pronipote di Onneca, la figlia di Lucídio Aloítez.

Nessuna cronaca cita gli ascendenti di Diego Fernandes. Ma considerando il Patronimico, era figlio di Fernando, che secondo Mario Cardozo, era di origine castigliana.

Sebbene la relazione non sia stata documentata, alcuni autori ritengono che Diego possa essere stato il fratello del conte Ero Fernández e di Gudesteo Fernández.

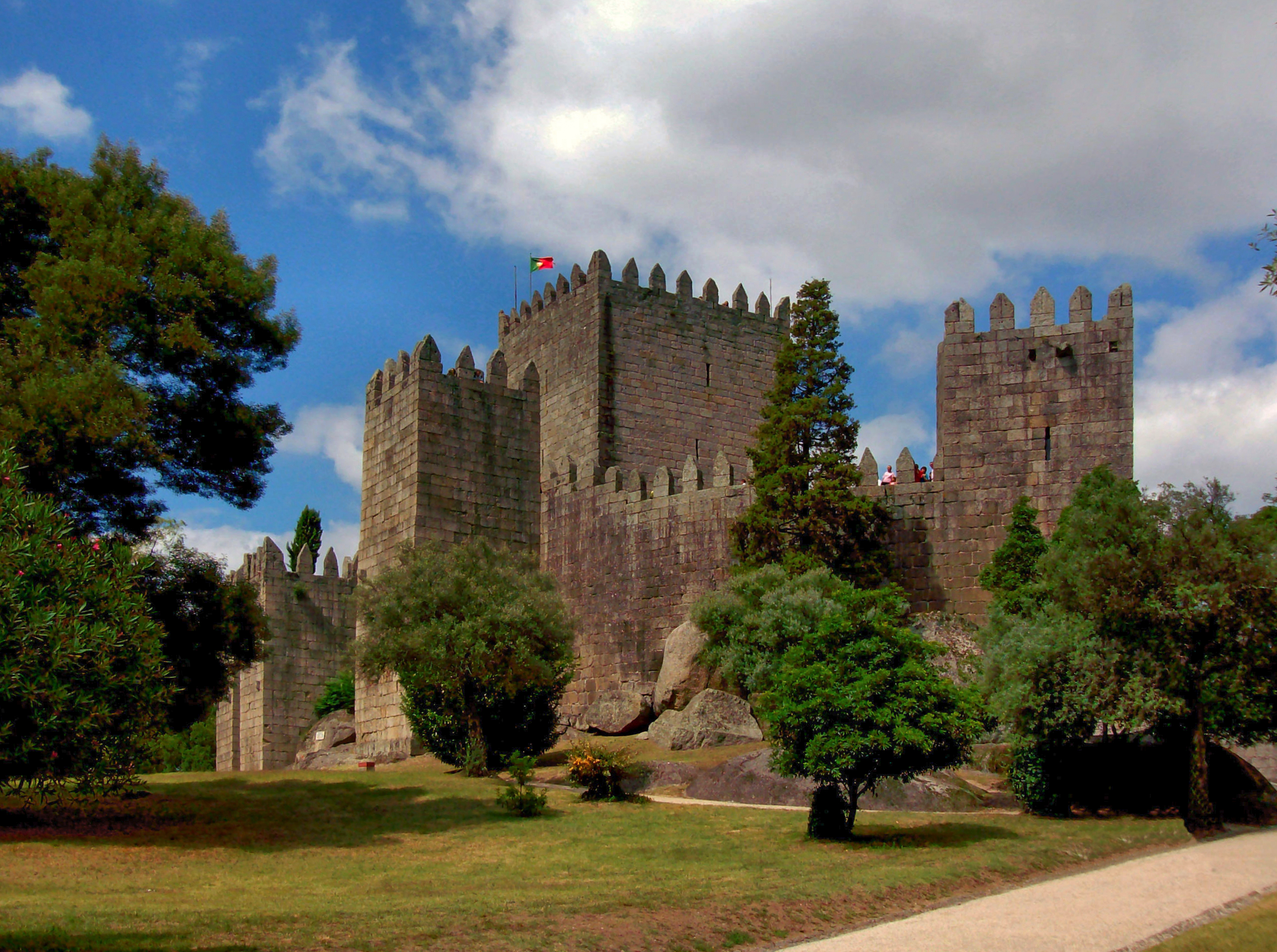
Castello di Guimarães, situato dove si trovava l'antico castello di legno e terra che aveva fatto costruire Muniadona Díaz

## Biografia
Secondo lo storico spagnolo, RODRIGO FURTADO, nel suoCUANDO PORTUGAL ERA REINO DE LEÓN: UNA REGIÓN EN EL NORDESTE PENINSULAR (SIGLOS IX-XI), Muniadona aveva sposato, prima del 926 Ermenegildo González, i cui ascendenti non sono citati nelle cronache, ma era figlio di Gonzalo Betótez e di Teresa Eriz, sia secondo Mario Cardozo, che secondo lo storico medievalista portoghese, Armando de Almeida Fernandes, nel suo Portugal no Período Vimaranense (868-1128). Iª Parte..
Muniadona comincia a comparire nei documenti medievali nel 926, quando accompagnò il futuro re Ramiro, fratello del Re delle Asturie, Alfonso IV a Viseu, dove stabilì la sua corte e Muniadona, assieme al marito, Ermenegildo, e al padre, Diego nel giugno 926, confermò una donazione fatta da Ramiro, come da documento n° XXXI del Portugaliae monumenta historica.
Muniadona, nel dicembre 928, fece una donazione al Monastero di Lorvão, assieme alla madre, Oneca, e alle sorelle, Munia e Ledegundia ed al fratello, Jmeno, in cui furono testimoni Ermenegildo, marito di Muniadona, Aloito Lucídiz, marito di Munia e Rodrigo Tedoniz, probabile marito di Leodegundia, come da documento n° XXXIV del Portugaliae monumenta historica.
Non si conosce la data esatta della morte del marito, Ermenegildo, che dal 943 non viene più citato, e certamente prima del 950, quando Muniadona si cita come sua vedova nel documento n° LXI del Portugaliae monumenta historica del 24 luglio di quello stesso anno, in cui vengono citati tutti i suoi figli, ed al maggiore, Gonzalo Menéndez viene dato il Contado Portucalense.
Nel 951, Muniadona, secondo il documento n° XXXVI del Portugaliae monumenta historica ricevette una donazione dal Re di León e Galizia, Ramiro II.
Nel 959, Muniadona, secondo il documento n° LXXVI del Portugaliae monumenta historica fece una donazione al monastero di Vimieiro, vicino a Braga.
Secondo lo storico, Luís Carlos Amaral, nel suo O povoamento da terra bracarense durante o século X, Muniadona fondò il monastero di Guimarães e, poi, per proteggerlo fece costruire un castello.

Il documento n° XCVII del Portugaliae monumenta historica, datato dicembre 968, considerato il testamento di Muniadona, lascia ai figli il compito di difendere il monastero unitamente al castello.

## Figli
Muniadona a Ermenegildo diede sei figli:
- Gonzalo Menéndez ( † 997), che compare per la prima volta in un documento del 24 luglio 950[9];
- Diego Menéndez ( † dopo il 964), che compare nel documento del 24 luglio 950[9];
- Ramiro Menéndez ( † prima del 964), che compare nel documento del 24 luglio 950[9];
- Onecca Menéndez ( † dopo il 968), che compare nel documento del 24 luglio 950[9];
- Nuño Menéndez ( † dopo il 959), che compare nel documento del 24 luglio 950[9];
- Arias Menéndez ( † dopo il 964), che compare nel documento del 24 luglio 950[9].

### Fonti primarie
- (LA)  Portugaliae monumenta historica.

### Letteratura storiografica
- (PT)  #ES Sería Mumadona tia de Ramiro II, Rei de Leão?
- (PT)  Portugal no Período Vimaranense (868-1128). Iª Parte
- (PT)  Luís Carlos Amaral. O povoamento da terra bracarense durante o século X
- (ES)  CUANDO PORTUGAL ERA REINO DE LEÓN: UNA REGIÓN EN EL NORDESTE PENINSULAR (SIGLOS IX-XI)